# Wet tegemoetkoming chronisch zieken en gehandicapten
De Wet tegemoetkoming chronisch zieken en gehandicapten (Wtcg) was een Nederlandse wet die werd vastgesteld in 2009. De wet regelde voor chronisch zieken en gehandicapten een tegemoetkoming als men extra kosten had door de ziekte of handicap. Ook was er financiële compensatie voor ouderen en arbeidsongeschikten. De tegemoetkoming bestond uit een algemene tegemoetkoming, een korting in de bijdrage afhankelijk van het inkomen en belastingaftrek. De wet is per 1 januari 2016 vervallen.
De regeling is in de plaats gekomen van de fiscale regeling buitengewone uitgaven en wordt uitgevoerd door het Centraal Administratie Kantoor CAK.
De Wet van 4 juni 2014 tot afschaffing van de algemene tegemoetkoming voor chronisch zieken en gehandicapten, de compensatie voor het verplicht eigen risico, de fiscale aftrek van uitgaven voor specifieke zorgkosten en de tegemoetkoming specifieke zorgkosten en wijziging van de grondslag van de tegemoetkoming voor arbeidsongeschikten bepaalt dat de Wtcg per 1 januari 2016 wordt ingetrokken.

## Algemene tegemoetkoming
Het Besluit tegemoetkoming chronisch zieken en gehandicapten bepaalt de hoogte van de algemene tegemoetkoming. Deze is voor het regelingsjaar 2012 € 296 of € 494, afhankelijk van de situatie. Of men recht heeft op de hoge of de lage vergoeding kan worden opgezocht in de voorwaardentabel. Wie de AOW-leeftijd heeft bereikt ontvangt minder. Dit heeft te maken met het niet verschuldigd zijn van AOW-premie.
Paren met een gezamenlijk inkomen boven € 35.100 krijgen geen algemene tegemoetkoming. Voor alleenstaanden geldt dat met een inkomen boven € 24.570. De inkomensgrenzen zijn in de wet zelf opgenomen in artikel 2a. De hoogte wordt geregeld in het Besluit van 29 december 2008, houdende regels inzake de tegemoetkomingen voor chronisch zieken en gehandicapten (Besluit tegemoetkoming chronisch zieken en gehandicapten).

## Uitvoering door het CAK
Chronisch zieken en gehandicapten die voldoen aan de criteria van de wet krijgen automatisch de algemene tegemoetkoming en de korting. Men krijgt bericht van het CAK. In het bericht staat welke gegevens hebben geleid tot de toekenning. Deze gegevens komen van zorgverzekeraars, gemeenten en het Centrum Indicatiestelling CIZ. De tegemoetkoming wordt bijna een jaar na het einde van het betreffende tijdvak uitgekeerd: in december 2013 krijgt men de tegemoetkoming 2012. Volgens de plannen is de tegemoetkoming 2013 die men krijgt in december 2014 de laatste.

### Activiteiten
- opvragen gegevens tegemoetkoming en korting
- toekennen omvang tegemoetkoming en korting en toezenden besluit
- uitkeren tegemoetkoming en doorvoeren korting

### Financiën
De rijksoverheid financiert de tegemoetkoming, korting en de uitvoering door het CAK.
Voor 2010 is door het ministerie van VWS € 499 miljoen voor de uitvoering geraamd.

## Uitvoering door de gemeente
De gemeente verstrekt aan het CAK persoonsgegevens van chronisch zieken en gehandicapten, waaronder persoonsgegevens over de gezondheid als bedoeld in de Wet bescherming persoonsgegevens, die nodig zijn voor het verstrekken van de tegemoetkoming.

### Financiën
- De gegevens worden kosteloos verstrekt. De kosten betreffen ambtelijke inzet en kosten van het in stand houden van de basisregistratie persoonsgegevens. De kosten voor deze taak worden betaald uit de algemene uitkering van het gemeentefonds of uit eigen middelen van de gemeente uit lokale belastingen.

## Korting eigen bijdragen AWBZ en Wmo
Ter compensatie van het afschaffen van de aftrekbaarheid voor de inkomstenbelasting (de afschaffing van de fiscale regeling buitengewone uitgaven, volgens welke bij die aftrekbaarheid bovendien een vermenigvuldigingsfactor gold) regelt het Besluit tegemoetkoming chronisch zieken en gehandicapten onder meer kortingen op de eigen bijdragen AWBZ en de eigen bijdragen Wmo. Het besluit wijzigde het Bijdragebesluit zorg en het Besluit maatschappelijke ondersteuning, waarbij de kortingen expliciet in laatstgenoemde besluiten zijn komen te staan. Dit is gedaan omdat voor de berekening of iemand na het betalen van zijn eigen bijdrage en de standaardpremie Zvw minder overhoudt dan het bedrag aan zak- en kleedgeld als bedoeld in artikel 23 van de Wet werk en bijstand gekeken moet worden naar het bedrag voordat de korting is toegepast.
Voor de eigen bijdrage voor extramurale AWBZ-zorg en de eigen bijdrage in het kader van de Wmo bedraagt de korting 33% en voor de eigen bijdrage voor intramurale AWBZ-zorg bedraagt de korting 8% voor mensen die de AOW-leeftijd hebben bereikt en 16% voor mensen die jonger zijn. De kortingspercentages voor de eigen bijdrage voor intramurale AWBZ-zorg zijn lager, omdat alleen het zorgaandeel van de eigen bijdrage in aanmerking kwam voor belastingaftrek.
De kortingen worden niet in de wet zelf geregeld omdat het kortingen zijn op eigen bijdragen waarvan de hoogte ook niet in wetten is geregeld.

## Belastingaftrek
De wet wijzigt de Wet inkomstenbelasting 2001 in verband met de wijzigingen in de belastingaftrek.